# ديفيد كينغ (متزلج فني)
ديفيد كينغ (بالإنجليزية: David King)‏ هو متزلج فني بريطاني، ولد في 8 مايو 1984 في كارلايل في المملكة المتحدة.

## وصلات خارجية
- دايفيد كينغ على موقع الاتحاد الدولي للتزلج (الإنجليزية)
- دايفيد كينغ على موقع اللجنة الأولمبية الدولية (الإنجليزية)
- دايفيد كينغ على موقع أوليمبيديا (الإنجليزية)
- دايفيد كينغ على موقع اللجنة الأولمبية البريطانية (الإنجليزية)